# HJ (motorfiets)
HJ is een historisch Brits merk van motorfietsen.
De bedrijfsnaam was: Howard & Johnson, Birmingham.
Men maakte in 1921 en 1922 269cc-motorfietsen met A.W. Wall (Liberty)- en Villiers-inbouwmotoren.